# Litouws 3×3-basketbalteam (mannen)
Het Litouws nationaal 3×3-basketbalteam is een team van 3×3-basketballers dat Litouwen vertegenwoordigt in internationale wedstrijden. Het team staat onder verantwoordelijkheid van de Litouwse basketbalbond Lietuvos krepšinio federacija (LKF).

## Olympische Spelen
| Jaar        | Plaats              | WG                  | W                   | V                   | Spelers                               |
| ----------- | ------------------- | ------------------- | ------------------- | ------------------- | ------------------------------------- |
| 2020 Tokio  | niet gekwalificeerd | niet gekwalificeerd | niet gekwalificeerd | niet gekwalificeerd | niet gekwalificeerd                   |
| 2024 Parijs | 3e                  | 10                  | 6                   | 4                   | Vingelis, Matulis, Pukelis, Džiaugys. |
| Totaal      | 1/2                 | 10                  | 6                   | 4                   |                                       |

## Wereldkampioenschappen
| Jaar           | Plaats              | WG                  | W                   | V                   | Spelers             |
| -------------- | ------------------- | ------------------- | ------------------- | ------------------- | ------------------- |
| 2012 Athene    | niet gekwalificeerd | niet gekwalificeerd | niet gekwalificeerd | niet gekwalificeerd | niet gekwalificeerd |
| 2014 Moskou    | 4e                  | 9                   | 6                   | 3                   |                     |
| 2016 Guangzhou | niet gekwalificeerd | niet gekwalificeerd | niet gekwalificeerd | niet gekwalificeerd | niet gekwalificeerd |
| 2017 Nantes    | niet gekwalificeerd | niet gekwalificeerd | niet gekwalificeerd | niet gekwalificeerd | niet gekwalificeerd |
| 2018 Bocaue    | niet gekwalificeerd | niet gekwalificeerd | niet gekwalificeerd | niet gekwalificeerd | niet gekwalificeerd |
| 2019 Amsterdam | 9e                  | 4                   | 2                   | 2                   |                     |
| 2022 Antwerpen | 2e                  | 7                   | 6                   | 1                   |                     |
| 2023 Wenen     | 10e                 | 5                   | 2                   | 3                   |                     |
| Totaal         | 4/8                 | 25                  | 17                  | 9                   |                     |